# Người Malay Indonesia
Người Malay Indonesia hay người Malay ở Indonesia (tiếng Malay và Indonesia: Melayu Indonesia; chữ Jawi: ملايو ايندونيسيا) là người Mã Lai sinh sống trên khắp Indonesia là một trong những người bản địa của quốc đảo.
Indonesia có dân số người Malay lớn thứ hai sau Malaysia. Trong lịch sử tiếng Indonesia, là ngôn ngữ quốc gia của Indonesia, được bắt nguồn từ tiếng Malay nói ở quần đảo Riau, một tỉnh thuộc đông Sumatra. Có một số vương quốc Malay ở Indonesia bao gồm các đảo Sumatra và Kalimantan, chẳng hạn như Srivijaya, Vương quốc Melayu, Sultanat Deli, Sultanat Siak Sri Indrapura, Sultanat Riau-Lingga, Sultanat Bulungan, Sultanat Pontianak, và Sultanat Sambas.